# O mein Papa
Az O mein Papa (Az én apukám egy olyan híres bohóc volt...) egy német dal, egy fiatal nő dala, aki szeretett, egykor híres bohóc apjára emlékezik. Paul Burkhard svájci zeneszerző írta 1939-ben a Der schwarze Hecht (A fekete csuka) című musicalhez, amelyet 1950-ben Das Feuerwerk (A tűzijáték) címmel játszottak Erik Charell, Jürg Amstein és Robert Gilbert librettójával. 1954-ben ebből a musicalből a Tűzijáték című film készült Lilli Palmerral a főszerepben.
Az O, mein Papa trombitán előadott változata Eddie Calvert játékával 1954-ben vezette a brit kislemezlistát, az Amerikai Egyesült Államokban pedig a Top 10 slágerek közé került.

## Híres felvételek
- Björk, Dean Martin, Connie Francis, Eddie Calvert, Eddie Fisher, Carla Boni, Lys Assia, Nini Rosso, Freddy Quinn, The Everly Brothers, Ray Anthony, Arne Lamberth, Curt Haagers, Bert Kaempfert And His Orchestra, Charles Segal,...
- Hollós Ilona, Kulka János, Boross Ida, Bojtorján együttes,...

## Érdekességek
- A dal első strófájára céloz Frank Zappa „Billy the Mountain” című 1972-es dalában, ahol a „fissure” szó Eddie Fisherre utal.
- A dal a Simpson család „Like Father, Like Clown” című epizódjában is megjelenik.
- A dalt 42 nyelvre fordították le; a borítóinfók szerint mintegy 67 feldolgozása ismert.
- A zeneszerző, Burkhard, egyszer így nyilatkozott művéről: „...az „O mein Papa” egyszer sláger lesz, és az egész világon elterjed."

## Filmek
- Das Feuerwerk (Tűzijáték); fsz.: Lili Palmer

## Magyar szöveg (részlet)
Az én apukám egy olyan híres bohóc volt,

mint amilyen még nem volt sohasem.

Piros haja volt, és krumpliból volt az orra,

trombita harsant, mikor megjelent.

  Magyar szöveg: Gommermann István  